# ناحیه کورنویبورگ
ناحیه کورنویبورگ (به آلمانی: Korneuburg District) یک ناحیه در اتریش است که در نیدراسترایش واقع شده‌است. ناحیه کورنویبورگ ۸۸٬۵۹۹ نفر جمعیت دارد.